# Cyrille Adoula

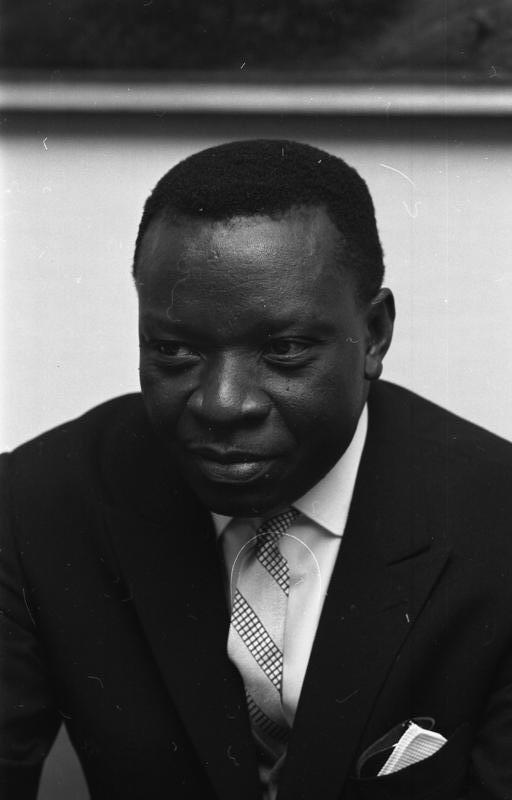
Cyrille Adoula (1964)

Cyrille Adoula (* 13. September 1921 oder 13. September 1923 in Léopoldville; † 24. Mai 1978 in Lausanne) war von 1961 bis 1964 Premierminister der Demokratischen Republik Kongo.

## Frühe Jahre
Adoulas Geburtsjahr ist unsicher, nach unterschiedlichen Angaben wurde er 1921 oder 1923 geboren. Er gehörte zum Volk der Mongala. Nach dem Besuch einer katholischen Missionsschule besuchte er das Institut St. Joseph, wo er 1941 seinen Abschluss machte. Er arbeitete für mehrere Unternehmen in Léopoldville (Kinshasa), der Hauptstadt der damaligen belgischen Kolonie, bevor er als erster Afrikaner von der Zentralbank des Belgisch-Kongo eingestellt wurde. Er trat einer belgischen Gewerkschaft bei und wurde ihr für den Kongo zuständiger Generalsekretär.

## Politiker

### Vor der Unabhängigkeit
1958 war er einer der Unterzeichner eines Memorandums an den belgischen Generalgouverneur, in dem nach einer Rede des wieder an die Macht berufenen Charles de Gaulle im benachbarten Brazzaville auch für Belgisch-Kongo politische Reformen gefordert wurden.
1958 gehörte er neben Patrice Lumumba zu den Mitbegründern der Partei Mouvement National Congolais (MNC) und gehörte 1959 zur Delegation dieser Partei bei den Gesprächen über die Zukunft der Kolonie in Brüssel. Im Juli 1959 kam es zu einem Bruch innerhalb der Partei, als sich einige als gemäßigt geltende Politiker – darunter Adoula – von Lumumba trennten und sich unter Führung von Albert Kalonji ein Bündnis mit der Association des Bakongo pour l’Unification, l’expansion et de la Défense de la Langue Kikongo (ABAKO) von Joseph Kasavubu eingingen. In der gemeinsamen Organisation mehrerer föderalistischer Parteien wurde er im Dezember 1959 Vizepräsident. Nach seiner Rückkehr von der Brüsseler Konferenz trennte er sich wieder von Kasavubu, da dieser ihm zu sehr auf die Interessen der Bakongo fixiert war. Im Frühjahr 1960 gründete er die Gewerkschaft Fédération Générale des Travailleurs du Kongo (FGTK), die Mitglied im Internationalen Bund Freier Gewerkschaften (IFGB) wurde. Er übernahm die Position des Generalsekretärs seiner Gewerkschaft.

### Nach der Unabhängigkeit
Nach der Unabhängigkeit des Landes wurde Kasavubu Präsident und Lumumba Premierminister. Nach Lumumbas Sturz wurde er im September Innenminister im Kabinett des neuen Premierministers Joseph Iléo. In den folgenden Monaten vertrat er sein Land mehrmals vor den Vereinten Nationen. Daneben beteiligte er sich an den Verhandlungen mit Antoine Gizenga, der sich von der Zentralregierung losgesagt und in Stanleyville eine kurzlebige Gegenregierung etabliert hatte. Im Sommer 1961 konnte das Parlament des Gesamtstaates nach mehrmonatiger Lähmung seine Arbeit wieder aufnehmen.
Am 2. August 1961 wurde er von Kasavubu zum Premierminister ernannt und trotz der Dominanz der Anhänger des im Januar ermordeten Lumumba von beiden Kammern des Parlaments bestätigt. Gemeinsam mit Antoine Gizenga vertrat er im September den Kongo bei der Konferenz der Blockfreien Staaten in Belgrad. Einige der dort vertretenen Staaten hatten bislang Gizengas Gegenregierung anerkannt. Mit der Eroberung Katangas durch UN-Truppen im Dezember und der vorübergehenden Flucht Moïse Tschombés hatte die Zentralregierung eineinhalb Jahre nach der Unabhängigkeit das Land wieder weitgehend unter Kontrolle. Gizenga und Kalonji, letzterer kurzzeitiger "Diamantenkaiser" von Kasai, wurden im Januar 1962 verhaftet. 1963 übernahm Adoula auch das Amt des Außenministers.
In der Folgezeit versuchte Adoula, dem Kongo eine neue föderalistische Verfassung zu geben. Diverse Rebellionen in mehreren Provinzen, darunter die erneute Sezession Katangas unter Tschombé bis Anfang 1963 schwächten seine Regierung. Am 30. Juni 1964 trat er als Regierungschef zurück. Zu seinem Nachfolger berief Präsident Kasavubu Moïse Tschombé, der aus seinem Exil in Spanien heimkehrte. Tschombés Kabinett gehörte auch Kalonji als Landwirtschaftsminister an, während Gizenga noch für rund ein Jahr unter Hausarrest stand.

## Weitere Laufbahn
1965 beendete ein Putsch Joseph-Desiré Mobutus Kasavubus Präsidentschaft. Adoula wurde Botschafter in den USA sowie später in Belgien und bei der Europäischen Gemeinschaft. Mobutus Regierung gehörte er von 1969 bis Dezember 1970 als Außenminister an. Bereits seit 1970 befand sich Adoula aus gesundheitlichen Gründen in der Schweiz, wo er im Alter von 56 Jahren am 24. Mai 1978 in Lausanne verstarb.

## Familie
Adoula war verheiratet und hatte fünf Kinder.